# Asma El Hamzaoui
Asmâa Hamzaoui est une chanteuse et musicienne marocaine, née à Casablanca en 1998, et jouant du guembri.

## Biographie
Sa famille est d’origine gnaoua. Son père est  un musicien, Rachid Hamzaoui, maâlem (maître)  d’un des instruments chers aux gnaouas, le guembri. Elle accompagne très jeune ce père, et commence à jouer de cet instrument à 6 ans. Une transmission de père en fille s’opère, là où l’usage est un héritage de père en fils. Le rôle habituellement concédé aux femmes est d’organiser le rituel, pas de jouer en public de l’instrument, prérogative masculine,.
Dans les années 2010, elle commence à se faire connaître par de premières vidéos. 

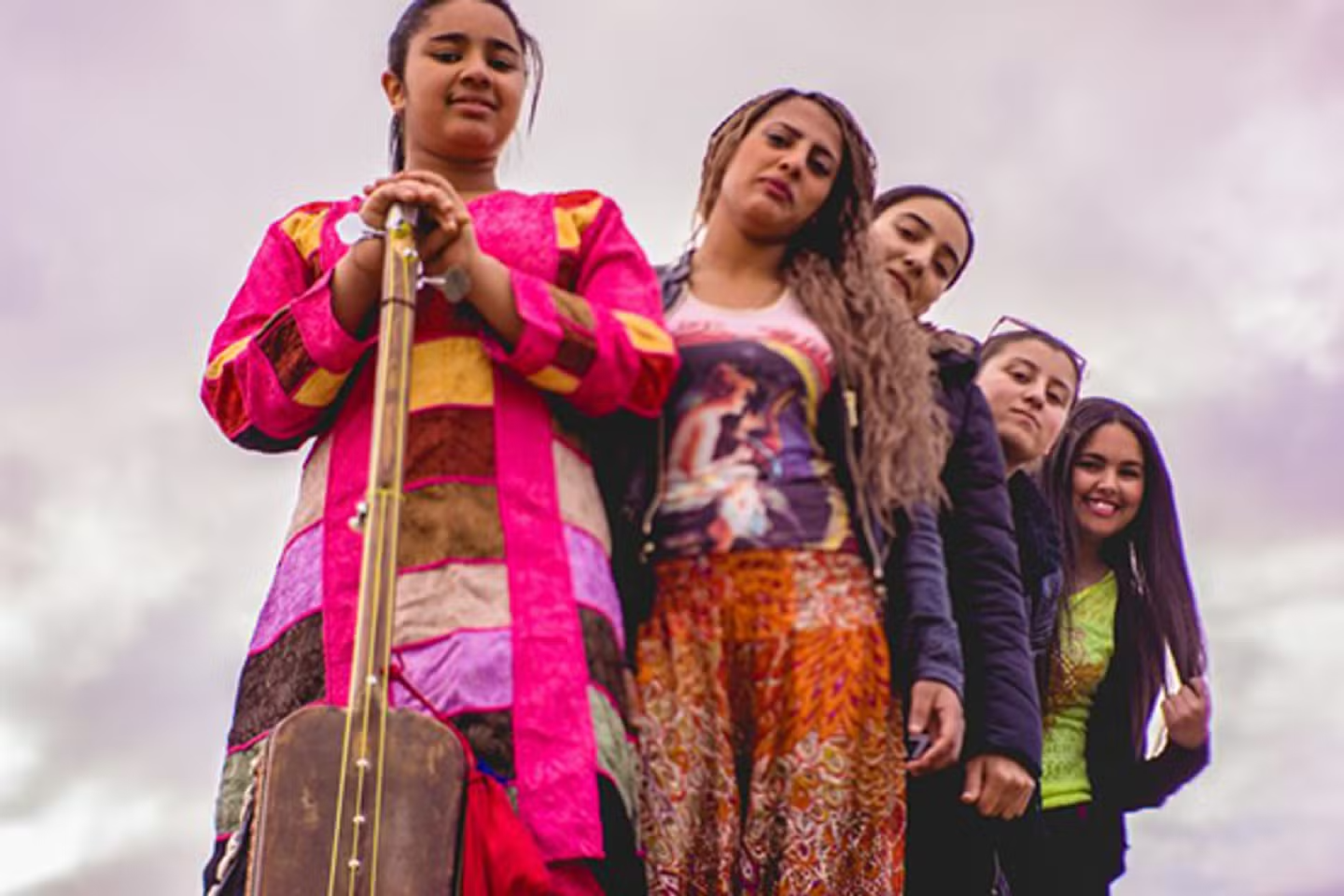
Asmaa Hamzaoui First project with Bnat Timbouktou

Elle  constitue un groupe baptisé Bnat Timbouktou (les filles de Tombouctou) pour l’accompagner. En 2016, elle croise une première fois sur scène Fatoumata Diawara. En 2017, elle est invitée au festival d’Essaouira,. Elle l’est à nouveau en 2018, se produisant avec son groupe, puis avec la Malienne Fatoumata Diawara,,,,,.